# Guatemalas flag
Guatemalas flag er lyseblåt med et hvidt midterfelt, der bærer landets rigsvåben. Flaget symboliserer, at landet ligger mellem Atlanterhavet og Stillehavet, mens det hvide felt repræsenterer fred.
Det nuværende flag stammer fra 1871, men farverne blå og hvid stammer fra det flag, der blev brugt under Mellemamerikas Forenede Stater. Landet omfattede hvad der nu er Guatemala, El Salvador, Honduras, Nicaragua og Costa Rica. Flagets farvekombination er inspireret af Argentinas flag.